# Verchivceve
Verchivceve (in ucraino Верхівцеве?) è una città ucraina (9 948 abitanti) nel distretto di Kam"jans'ke, nell'oblast' di Dnipropetrovs'k. Ospita l'amministrazione della comunità territoriale di Verchivceve, una delle comunità territoriali dell'Ucraina.
Fino al 18 luglio 2020 Verchivceve faceva parte del distretto di Verchn'odniprovs'k, abolito come parte della riforma amministrativa dell'Ucraina, che ha ridotto a sette il numero dei distretti dell'oblast' di Dnipropetrovs'k. L'area del distretto di Verchn'odniprovs'k è stata fusa nel distretto di Kam"jans'ke.